# Никитюк, Олег Сергеевич
Олег Сергеевич Никитюк — советский хозяйственный, государственный и политический деятель.

## Биография
Родился в 1924 году в станице Воронежская. Член КПСС.
Участник Великой Отечественной войны. С 1946 года — на хозяйственной, общественной и политической работе. В 1946—1986 гг. — на комсомольской, хозяйственной и партийной работе в Краснодарском крае и городе Краснодаре, первый секретарь Краснодарского горкома КПСС, председатель Краснодарского краевого совета профсоюзов, на пенсии, руководитель клуба Краснодарского краевого ВОИРа.
Избирался депутатом Верховного Совета РСФСР 8-го созыва.
Скончался 28 ноября 2020 года.

## Сочинения
- Никитюк, Олег Сергеевич. Во имя человека труда / О. С. Никитюк, И. С. Харченко. — Краснодар : Кн. изд-во, 1980. — 79 с.; 19 см.